# Pandanus glaucocephalus
Espèce
Pandanus glaucocephalus est une espèce de plantes à fleurs de la famille des Pandanaceae dont l'aire de répartition naturelle est l'île Maurice où elle est endémique.

## Description

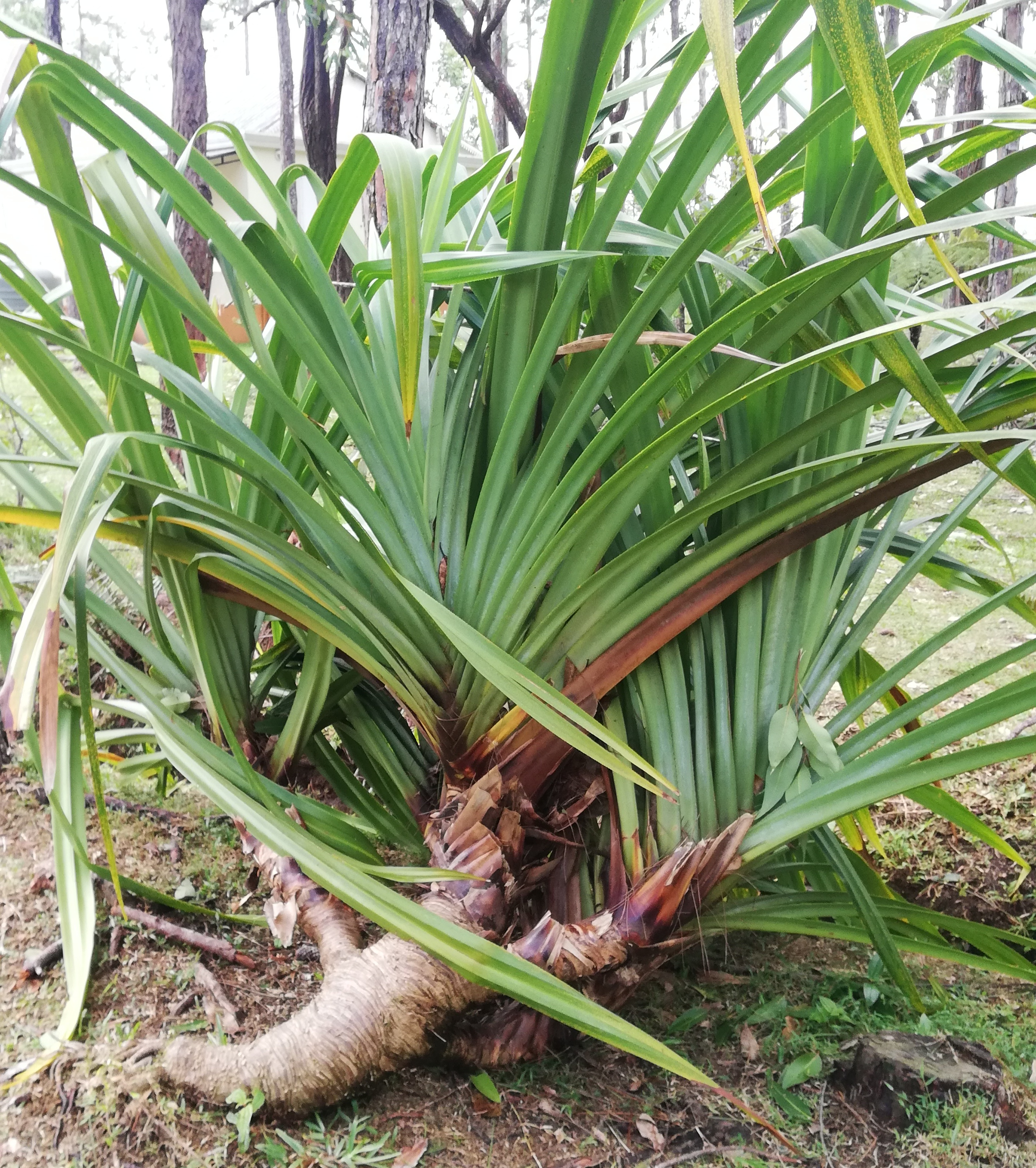
Le tronc gris de Pandanus glaucocephalus n'a pratiquement pas de racines aériennes.

Pandanus glaucocephalus est un arbre bas de 6 à 8 m de haut et ramifié. Le tronc, large de 20 cm, est gris et ne porte que quelques racines échasses (voire aucune), près de la base de la tige. Les feuilles sont fines et vert pâle. Leurs bords sont bordés de minuscules épines jaune-brun pâle. La nervure centrale des feuilles porte également des épines, mais pas près de la base.
Par sa forme et son mode de croissance, cette espèce ressemble beaucoup à l'espèce apparentée Pandanus barkleyi. Elle s'en distingue facilement par son fruit globuleux, glauque, bleu-gris, de 17 à 20 cm. Celui-ci pousse sur une tige courte et épaisse, avec de longues bractées minces en forme de feuilles qui dépassent le capitule,.
Chaque tête fructifère contient 35 à 45 drupes comprimées ou irrégulièrement anguleuses. Les parties exposées des drupes sont surélevées et coniques, avec des extrémités aplaties ou déprimées, couvertes de fissures et de stigmates épars.

## Répartition et habitat
Pandanus glaucocephalus est endémique de l'île Maurice. Il s'agit d'un arbuste ou d'un arbre qui pousse principalement dans le biome tropical humide. On le retrouve dans des zones exposées et isolées des hautes terres. Il se propage parfois de manière végétative, plutôt que par graines. Les touffes de feuilles peuvent provoquer la rupture des branches les plus longues, qui s'enracinent alors dans le sol à l'endroit où elles tombent. Cela peut entraîner la formation de grandes touffes.

## Systématique
Le nom correct complet (avec auteur) de ce taxon est Pandanus glaucocephalus R.E.Vaughan (d) & Wiehe (d),.

### Étymologie
Le nom de genre Pandanus vient du latin Pandanus ou du malais Pandang qui veut dire « « regarder », soit parce que c'est une plante spectaculaire avec sa forme étonnante, soit parce que, pour la même raison, on peut la reconnaître de loin. 
L'épithète spécifique, glaucocephalus, est la combinaison en grec ancien de γλαυκός (glaukós), « glauque, vert pâle ou gris », et de κεφαλή (kephalế), « tête ».

### Publication originale
- (en + la) R. E. Vaughan et P. O. Wiehe, « The genus Pandanus in the Mascarene Islands », Journal of the Linnean Society of London, Botany, Londres, vol. 55, no 356,‎ octobre 1953, p. 1-33 (ISSN 0368-2927, e-ISSN 1095-8339, DOI 10.1111/j.1095-8339.1953.tb00001.x).